# Scido
Scido é uma comuna italiana da região da Calábria, província de Reggio Calabria, com cerca de 1.047 habitantes. Estende-se por uma área de 17 km², tendo uma densidade populacional de 62 hab/km². Faz fronteira com Cosoleto, Delianuova, San Luca, Santa Cristina d'Aspromonte.

## Demografia
| Variação demográfica do município entre 1861 e 2011                               |
|                                                                                   |
| Fonte: Istituto Nazionale di Statistica (ISTAT) - Elaboração gráfica da Wikipedia |